# Hataraku Saibō
Hataraku Saibō (はたらく細胞), també conegut com a Cells at Work!, és un manga japonès escrit i dibuixat per Akane Shimizu, encara en publicació. El publica l'editorial Kodansha a través de la revista Monthly Shōnen Sirius des de març de 2015 i ha estat llicenciat, entre altres països, als Estats Units per Kodansha USA i, a Espanya per Ediciones Babylon.
Ha estat adaptada a anime per David Production. L'obra està ambientada a l'interior del cos humà, representat simbòlicament com una gran ciutat, on viuen i treballen bilions de cèl·lules amb forma antropomòrfica. La sèrie d'anime s'ha subtitulat al català amb el títol de Cells at Work!.

## Argument
L'obra narra les aventures de dos protagonistes: una glòbul vermell (eritròcit) novella i molt simpàtica que té la missió de transportar oxigen, nutrients i diòxid de carboni a diferents parts del cos. El seu gran defecte és la mala orientació, no aconsegueix aprendre’s les rutes que ha de seguir i acabarà en els llocs més inesperats. Per altra banda, es segueix a un glòbul blanc (concretament un neutròfil) callat i valent que es dedica a lluitar contra els intrusos de l'organisme i protegir la resta de cèl·lules. També apareix un grup encantador de plaquetes i altres tipus de glòbuls blancs del sistema immunitari.

## Manga
El manga es va llançar a la revista de manga shōnen de Kodansha, Monthly Shōnen Sirius el 26 de gener de 2015. Kodansha ha recollit el manga en cinc volums de tankōbon a l'agost de 2017.
Kodansha USA va anunciar que havia llicenciat Cells at Work! als Estats Units, el 21 de març de 2016. El manga també està llicenciat a Taiwan per Tong Li Publishing. Kodansha USA també va anunciar que ha llicenciat Cells at Work! Black Code, com també ha llicenciat altres tres derivacions Cells at Work!: Bacteria!, Cells at Work!: Platelets! i Cells at Work!: Baby!.